# Nueva Esperanza, Cunduacán
Nueva Esperanza är en ort i Mexiko.   Den ligger i kommunen Cunduacán och delstaten Tabasco, i den sydöstra delen av landet, 600 km öster om huvudstaden Mexico City. Nueva Esperanza ligger 13 meter över havet och antalet invånare är 280.
Terrängen runt Nueva Esperanza är mycket platt. Runt Nueva Esperanza är det ganska tätbefolkat, med 155 invånare per kvadratkilometer. Närmaste större samhälle är Cunduacán, 1,3 km norr om Nueva Esperanza. Trakten runt Nueva Esperanza består till största delen av jordbruksmark.